# Подлужани (округ Бановці-над-Бебравою)
Подлужани (словац. Podlužany, угор. Bánluzsány) — село, громада в окрузі Бановці-над-Бебравою, Тренчинський край, Словаччина. Кадастрова площа громади — 14,02 км². Населення — 854 особи (за оцінкою на 31 грудня 2017 р.).
Перша згадка 1295 року.

## Населення
| Рік:            | 1994. | 2004.   | 2014.   | 2024.    |
| --------------- | ----- | ------- | ------- | -------- |
| Кількість осіб: | 838   | 810     | 865     | 964      |
| Різниця:        |       | -3,34 % | +6,79 % | +11,44 % |

| Рік:            | 2023. | 2024.   |
| --------------- | ----- | ------- |
| Кількість осіб: | 968   | 964     |
| Різниця:        |       | -0,41 % |